# 古川英樹
古川 英樹（ふるかわ ひでき）は、日本の男性アニメーター、キャラクターデザイナー。現在はSILVER LINK.所属。

## 参加作品

### テレビアニメ
2002年
- ドラゴンドライブ (動画)

2003年
- デ・ジ・キャラットにょ（動画)
- TEXHNOLYZE (動画)

2004年
- ローゼンメイデン (原画)
- GANTZ (動画・原画)
- 鋼の錬金術師（原画）
- 光と水のダフネ（原画）
- 忘却の旋律 (原画)
- 今日から㋮王!（2004年 - 2005年、原画）
- To Heart 〜Remember my Memories〜（原画）
- 今日から㋮王! 第2シリーズ（2004年 - 2005年、原画）

2005年
- これが私の御主人様（原画）
- あかほり外道アワーらぶげ （原画）
- ガン×ソード（原画）
- こみっくパーティーRevolution  (原画)
- ローゼンメイデントロイメント (原画)
- ラムネ（原画）
- ぱにぽにだっしゅ!（原画）
- ToHeart2（2005年 - 2006年、原画）
- 灼眼のシャナ（2005年 - 2006年、原画）
- おねがいマイメロディ（2005年 - 2006年、原画）
- 交響詩篇エウレカセブン（2005年 - 2006年、原画）

2006年
- Fate/stay night（原画）
- 009-1（原画）
- おねがいマイメロディ 〜くるくるシャッフル!〜 （2006年 - 2007年、原画）
- ウィッチブレイド（原画）
- ネギま!? （2006年 - 2007年、作画監督協力・原画）

2007年
- ひだまりスケッチ（作画監督・原画・OP原画）
- さよなら絶望先生（設定協力・作画監督・原画）
- 魔法少女リリカルなのはStrikerS（作画監督補佐・原画）
- ef - a tale of memories.（作画監督・作監協力・原画）
- がくえんゆーとぴあ まなびストレート!（作画監督・作画監督協力・原画）
- PRISM ARK（作画監督・原画）
- ドラゴノーツ -ザ・レゾナンス-（2007年 - 2008年、原画）

2008年
- 【俗・】さよなら絶望先生（設定協力・作画監督・原画）
- かのこん（作画監督・作監補佐・原画）
- ひだまりスケッチ×365（作画監督・原画・OP原画）
- 今日の5の2（作画監督・原画）
- かんなぎ（作画監督・OP原画）
- ef - a tale of melodies.（作画監督・原画）

2009年
- まりあ†ほりっく（作画監督・原画）
- 鋼の錬金術師 FULLMETAL ALCHEMIST（2009年 - 2010年、原画）
- 夏のあらし!（原画）
- GA 芸術科アートデザインクラス（作画監督・原画・OP原画）
- 乃木坂春香の秘密 ぴゅあれっつぁ♪ （OP原画）
- そらのおとしもの（総作画監督補）
- にゃんこい!（作画監督）

2010年
- おおかみかくし（メインアニメーター・作画監督・作画監督補佐・原画・OP原画）
- 祝福のカンパネラ（作画監督）
- あそびにいくヨ!（作画監督・原画）
- そらのおとしものf（作画監督補佐）
- 俺の妹がこんなに可愛いわけがない（作画監督補佐・劇中イラスト協力）

2011年
- アスタロッテのおもちゃ! （作画監督補佐）
- 猫神やおよろず （OP原画）
- R-15 （総作画監督・作画監督・Cパート原画）
- べるぜバブ（2011年 - 2012年、OP原画）
- C3 -シーキューブ-（作画監督）
- Persona4 the ANIMATION（2011年 - 2012年、総作画監督補・作画監督補・原画）
- 侵略!?イカ娘（作画監督）

2012年
- あっちこっち（プロップデザイン・総作画監督・作画監督・作画監督協力・原画・OP原画）
- 黄昏乙女×アムネジア（作画監督・OP原画）
- 恋と選挙とチョコレート（作画監督・作画監督補佐）

2013年
- まおゆう魔王勇者（OP原画）
- 生徒会の一存 Lv.2（作画監督・作画監督補・OP原画）
- デート・ア・ライブ（総作画監督・作画監督協力・原画・OP原画・ED原画）
- 私がモテないのはどう考えてもお前らが悪い!（キャラクターデザイン・総作画監督・作画監督・OP作画監督・ED総作画監督・ED作画監督）

2014年
- のうりん（総作画監督・作画監督・ED作画監督）
- 六畳間の侵略者!?（キャラクターデザイン・総作画監督）
- ガールフレンド（仮）（作画監督）

2015年
- のんのんびより りぴーと（プロップデザイン・総作画監督、ED作画）
- 俺がお嬢様学校に「庶民サンプル」としてゲッツされた件（総作画監督）
- 落第騎士の英雄譚（作画監督）

2016年
- アンジュ・ヴィエルジュ (作画監督）
- ラブライブ!サンシャイン!!（作画監督）
- ステラのまほう （キャラクターデザイン・総作画監督）

2017年
- バトルガール ハイスクール（キャラクターデザイン・総作画監督）
- ラブライブ!サンシャイン!!（第2期、デザイン協力・作画監督・OP作画監督)

2018年
- citrus（総作画監督）
- デスマーチからはじまる異世界狂想曲（作画監督）
- ハイスクールD×D HERO（総作画監督）

2019年
- 女子高生の無駄づかい（サブキャラクターデザイン・総作画監督・「すごい」パートアニメーション作画監督）
- 俺を好きなのはお前だけかよ（OP原画)

2020年
- 異種族レビュアーズ（総作画監督・OP作画監督・EDパート作画監督）
- ひぐらしのなく頃に業（2020年 - 2021年、総作画監督）

2021年
- のんのんびより のんすとっぷ (メインアニメーター・総作画監督・ED作画)
- 魔法科高校の優等生（キーアニメーター・総作画監督）
- ひぐらしのなく頃に卒（総作画監督）

2023年
- あやかしトライアングル（キャラクターデザイン・総作画監督・OP作画監督・ED作画監督・作画監督）
- あやかしトライアングルリスタート版（キャラクターデザイン・総作画監督・OP作画監督・ED作画監督・作画監督）

2024年
- 望まぬ不死の冒険者（キーアニメーター・総作画監督・OP作画監督・作画監督）
- 声優ラジオのウラオモテ（作画監督）
- ハイガクラ（サブキャラクターデザイン）

2025年
- 気絶勇者と暗殺姫（作画監督）
- ハイガクラリスタート版（サブキャラクターデザイン）

### 劇場アニメ
2011年
- 劇場版 そらのおとしもの 時計じかけの哀女神 （作画監督協力）

2015年
- ラブライブ!The School Idol Movie（作画監督）

2018年
- 劇場版 のんのんびより ばけーしょん (プロップデザイン・作画監督)

2019年
- ラブライブ!サンシャイン!! The School Idol Movie Over the Rainbow（作画監督）

### OVA
2004年
- HUNTER×HUNTER G・IFinal　(動画)

2006年
- ネギま!?春スペシャル!?　(原画)
- ネギま!?夏スペシャル!?　(原画)

2008年
- 【獄・】　さよなら絶望先生　(作画監督)

2009年
- 貴方だけこんばんわ （2009年 - 2011年、作画監督） ※18禁
- 異世界の聖機師物語 （2009年 - 2010年、原画）

2010年
- GA 芸術科アートデザインクラス OVA （作画監督）
- グラール騎士団 （2010年 - 2011年、キャラクターデザイン・総作画監督）

2011年
- ゼクトバッハ オリジナルアニメーション（キャラクターデザイン・作画監督）

2014年
- ストライクウィッチーズ Operation Victory Arrow　(2014年 - 2015年、作画監督)

2018年
- ストライク・ザ・ブラッド III　(2018年 ‐ 2019年、キャラクターデザイン・総作画監督)

2020年
- ストライク・ザ・ブラッド 消えた聖槍篇　(キャラクターデザイン・総作画監督)
- ストライク・ザ・ブラッド IV　(2020年 - 2021年、キャラクターデザイン・総作画監督)

2022年
- ストライク・ザ・ブラッド FINAL　(2022年、キャラクターデザイン・総作画監督)

### ゲーム
- School Days 原画
- 俺の妹がこんなに可愛いわけがない ポータブル（キービジュアル）

### アプリゲーム
- アズールレーン イベント「虚畳なりし限象」アニメPV (キャラクターデザイン・作画監督)
- アズールレーン 『アズールレーン』×『THE IDOLM@STER』コラボショートアニメPV (アニメーションキャラクターデザイン・総作画監督)
- アズールレーン イベント「鳴動せし星霜の淵」アニメイメージPV (アニメーションキャラクターデザイン・作画監督)
- アズールレーン UR艦船「信濃」入手時演出アニメーション (アニメーションキャラクターデザイン・作画監督)
- アズールレーン イベント「赫の涙月 菫の暁風」アニメPV (アニメーションキャラクターデザイン・作画監督)
- モンスターストライク 超・獣神祭「ヤクモ」アニメーションPV (アニメーションキャラクターデザイン)

### 小説
- 電脳コイル カバー原画・挿絵

### トレーディングカードゲーム
- ChaosTCG そらのおとしものみつめるエンジェロイド「イカロス」イラスト
- ChaosTCG そらのおとしものほほえむエンジェロイド「ニンフ」イラスト
- ChaosTCG そらのおとしもの攻防一流エンジェロイド「アストレア」イラスト
- ChaosTCG そらのおとしもの着物のエンジェロイド「イカロス」イラスト
- ChaosTCG そらのおとしもの素直になれないエンジェロイド「ニンフ」イラスト
- ChaosTCG そらのおとしもの元気なエンジェロイド「アストレア」イラスト